# Aspidosoma
Aspidosoma – część ciała niektórych roztoczy z grupy roztoczy właściwych.
Aspidosomę wyróżnia się u Prostigmata, Endeostigmata i Sphaerolichida. Stanowi ona przednio-grzbietową część idiosomy. Z przodu odgraniczona jest od gnatosomy przez circumcapitular furrow, od tyłu od opistosomy przez bruzdę dorsosejuglaną, a po bokach od podosomy przez bruzdy abjugalne, przy czym te ostatnie mogą być niewyraźne lub niekompletne. Aspidosoma może być przykryta tarczką zwaną aspis.
U Prostigmata grzbietowa powierzchnia aspidosomy zwana jest prodorsum. Na aspidosomie występować mogą w tej gtupie owłosione lub nagie naso, trichobotria, oczy, oczka lub pustule. U Sphaerolichida na aspidosomie występować mogą 2-3 oczy, trichobotria oraz nagie naso.